# Mioska
Mioska este un sat din comuna Kolašin, Muntenegru. Conform datelor de la recensământul din 2003, localitatea are 45 de locuitori (la recensământul din 1991 erau 71 de locuitori).

## Demografie
În satul Mioska locuiesc 39 de persoane adulte, iar vârsta medie a populației este de 51,2 de ani (47,4 la bărbați și 54,8 la femei). În localitate sunt 20 de gospodării, iar numărul mediu de membri în gospodărie este de 2,25.
|  |

| Demografie | Demografie | Demografie |
| An         | Locuitori  | Locuitori  |
| ---------- | ---------- | ---------- |
|            |            |            |
|            |            |            |
|            |            |            |
|            |            |            |
| 1948       | 134        |            |
| 1953       | 145        |            |
| 1961       | 256        |            |
| 1971       | 118        |            |
| 1981       | 94         |            |
| 1991       | 71         | 63         |
| 2003       | 45         | 45         |

| \| Componența etnică conform recensământului din 2003[2] \| Componența etnică conform recensământului din 2003[2] \| Componența etnică conform recensământului din 2003[2] \| Componența etnică conform recensământului din 2003[2] \| Componența etnică conform recensământului din 2003[2] \| \| ----------------------------------------------------- \| ----------------------------------------------------- \| ----------------------------------------------------- \| ----------------------------------------------------- \| ----------------------------------------------------- \| \| \| \| \| \| \| \| Muntenegreni \| Muntenegreni \| \| 41 \| 91,11% \| \| Sârbi \| Sârbi \| \| 1 \| 2,22% \| \| necunoscută \| necunoscută \| \| 0 \| 0% \| |              |  |    |        |
| Componența etnică conform recensământului din 2003 |              |  |    |        |
| |              |  |    |        |
| Muntenegreni | Muntenegreni |  | 41 | 91,11% |
| Sârbi | Sârbi        |  | 1  | 2,22%  |
| necunoscută | necunoscută  |  | 0  | 0%     |